# Polska Warrior
Polska Warrior is een Nederlandse korte animatiefilm voor de jeugd. De film ontving in 2017 het Gouden Kalf voor beste korte film en de Grand Prix Nederlandse Animatie op het Holland Animation Film Festival. De film ging in première op 4 januari 2017 op NPO 3 (NTR) en werd tevens vertoond op het filmfestival van Warschau.

## Plot
Eryk Kamiński is de beste speler als het avatar Polska Warrior in het computerspel Goldhunter. Zijn vader, een Poolse arbeider klaagt dat Eryks zwemlessen zo veel kosten terwijl Eryk zijn afspraken niet nakomt. Als straf neemt hij Eryks laptop in beslag. Uit wraak neemt Eryk zijn vaders Romet Komar mee. Als de vader in de achtervolging te water raakt, geeft Eryk zijn vader zwemles en redt zo diens leven.

## Stemmen
- Marcel Jonker: Dobry
- Raymonde de Kuyper: zweminstructrice
- Yentl Meijer:Laura